# Antille Olandesi ai Giochi della XVII Olimpiade
Le Antille Olandesi parteciparono ai Giochi della XVII Olimpiade che si sono svolti a Roma dal 25 agosto all'11 settembre 1960, con una delegazione di 5 atleti impegnati in una disciplina: sollevamento pesi.
Fu la seconda partecipazione di questo paese ai Giochi olimpici. Non furono conquistate medaglie.